# Charles Besselièvre
 (novembre 2019).
Si vous disposez d'ouvrages ou d'articles de référence ou si vous connaissez des sites web de qualité traitant du thème abordé ici, merci de compléter l'article en donnant les références utiles à sa vérifiabilité et en les liant à la section « Notes et références ».
Charles Besselièvre, né le 23 janvier 1830 à Maromme et mort le 13 janvier 1894 à Cannes, est un industriel et un homme politique français.

## Biographie
Jean Charles Besselièvre naît le 23 janvier 1830 à Maromme, fils de Jean Baptiste Thermidor Besselièvre, fabricant d'indienne, et de Virginie Martin.
Il se marie le 16 novembre 1852 à Déville-lès-Rouen avec Victorine Zélie Fauquet.
Il succède à son père à  la tête de l'entreprise familiale de traitement de la garance, d'où est extrait une couleur rouge qui servira notamment à teindre les pantalons de l'armée française jusqu'au début de la Première Guerre mondiale.
Représentant des industriels paternalistes, il installe en 1869 deux écoles, garçons et filles dans son usine. Il crée la même année une caisse de secours pour les ouvriers victimes d'accident du travail et aux femmes en couches ainsi qu'une caisse de retraite et en 1878 une caisse d'épargne. Le 3 octobre 1871, il est élu président du Cercle rouennais de la Ligue de l'enseignement.
Il est domicilié à Maromme et réside également au 24 rue de Crosne à Rouen. Élu maire de Maromme en 1877, il le restera jusqu'en 1890, date à laquelle son fils lui succède. Il sera également conseiller général (1871-1894) et vice-président en 1890.
Il crée avec Lucien Dautresme et Richard Waddington le quotidien Le Petit Rouennais.
La Société industrielle de Rouen organise en 1884 l'exposition nationale et régionale de Rouen dont il tient la présidence.
Il meurt le 13 janvier 1894 dans sa résidence cannoise "Villa Pepita", 14 impasse de Pierval. Il sera inhumé au cimetière monumental de Rouen.
Un monument est élevé à sa mémoire, grâce à une souscription publique, et inauguré en 1900, sur la place Jean-Jaurès de Rouen. Cette œuvre de l'architecte Eugène Fauquet et du sculpteur Alphonse Guilloux sera démontée en 1978 lors de l'arrivée à la mairie de Colette Privat. Seul un vestige du haut-relief de son buste subsiste aujourd'hui dans le jardin de la maison Pélissier.
Son nom a été donné à une rue de Rouen.

## Distinctions
- Officier de la Légion d'honneur (13 juin 1884)[4]
  -  Chevalier de la Légion d'honneur (20 octobre 1878)